# Annius van Viterbo
Annius van Viterbo (c. 1432 of 1437 - 13 november 1502) was een geleerde dominicaner monnik die werd geboren onder de naam Giovanni Nanni in Viterbo (Italië). 

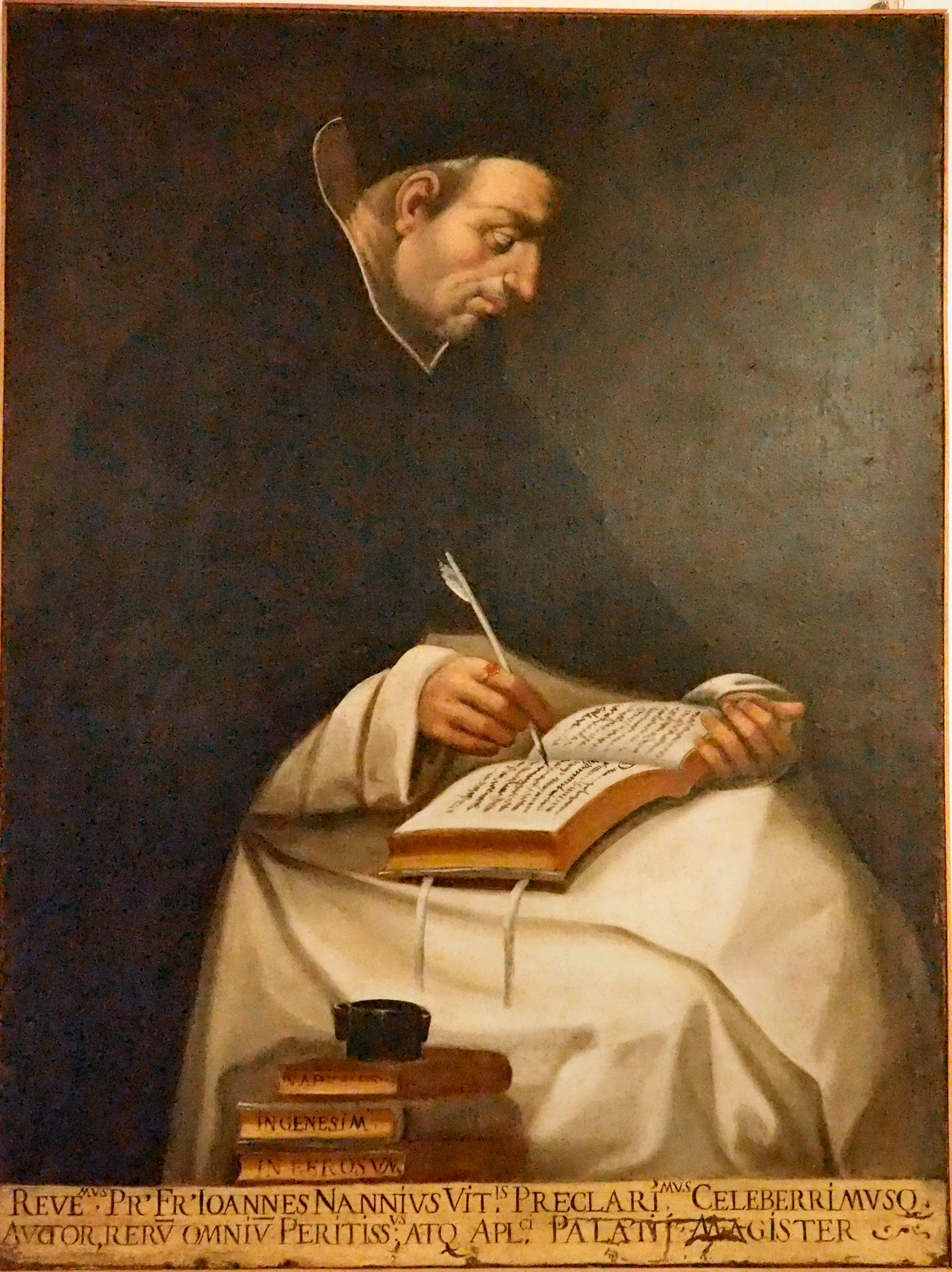
Annius van Viterbo (Stedelijk Museum van Viterbo)

Hij was in zijn tijd een gerespecteerd professor in de theologie, een gedegen hebraïst en werd zeer gewaardeerd door paus Sixtus IV. Paus Alexander VI benoemde hem tot 'Meester van het Heilig Paleis' (de huistheoloog van de paus).
Hij was een overtuigd  aanhanger van Flavius Josephus en diens opvattingen over de superioriteit van de Chaldeeuwse kennis t.o.v. de Griekse. Opgravingen van Etruskische artefacten sterkten hem in zijn overtuiging dat hij een nazaat was van de gens Annaea, een belangrijk geslacht van het antieke Etrurië. Bovendien wilde hij bewijzen dat de Etruskische beschaving rechtstreeks afstamde van de Egyptische.
Hij wordt nu vooral herinnerd als vervalser van geschiedkundige documenten en vermeende archeologische opgravingen.

## Biografie
Rond 1448 trad hij in het plaatselijke dominicanerklooster van Santa Maria in Gradi. Hij behaalde zijn master bij de dominicanen van Santa Maria Novella in Florence. In 1466 diende hij een verzoekschrift in bij paus Paulus II om toestemming te krijgen om een master in de theologie te behalen in het dominicaanse klooster van Santa Maria sopra Minerva in Rome. Hier ontmoette hij de humanist Gaspare da Verona, die de jonge dominicaan beschreef als "een filosoof, en een elegante natuurkundige, scherp, moedig en snel". Hij schreef ook zijn eerste bekende verhandeling : ' Alchemie, of de Kunst van de Steen'.
Na het behalen van zijn doctoraal ging hij terug naar Viterbo, waar hij theologie doceerde in zijn vroeger klooster van Santa Maria in Gradi. Hij gaf ook openbare preken (wat tot de missie van de Dominicanen behoorde).
In 1471 verhuisde hij naar Genua, waar hij als stadsbediende grammatica doceerde van 1471 tot 1476, en preekte vanaf de kansel van het dominicaanse klooster San Domenico, waar hij in  1474 tot prior werd benoemd. Gedurende deze jaren stelde Nanni twee horoscopen op en een magisch werk, "over de Sculptuur van Gemmen en Ringen" (nu verloren) voor de Milanese krijgsheer Galeazzo Maria Sforza, de heerser van Genua. Toen de stad in 1478 tegen Galeazzo in opstand kwam, koos hij de kant van de lokale bevolking. In deze gespannen politieke situatie herwerkte Nanni zijn astrologisch traktaat "Over het Turkse Rijk", volgens de astronomen was dit een visionair traktaat over de toekomstige triomfen van de Christenen en de op handen zijn nederlaag van de Sultan. Het werd voor het eerst gedrukt in 1480 en genoot internationaal succes en kende meerdere drukken (ondanks het feit dat zijn voorspellingen niet uitkwamen).
In 1488 kreeg hij een gevaarlijke abces in de hersenen. Terwijl hij bad om genezing, veranderde hij zijn gebed in een theologisch experiment

### Gepubliceerde werken
- 'De futuris Christianorum triumphis in Turcos et Saracenos', een commentaar op de Apocalyps, opgedragen aan Sixtus IV, aan christelijke koningen, vorsten en regeringen (Genua, 1480);
- 'Tractatus de imperio Turcorum (Genua, 1480).
- Antiquitatum variarum volumina XVII a venerando et sacrae theologiae et praedicatorii ordinis professore Ioanni Annio (Rome, 1498), zijn hoofdwerk, dat hij publiceerde zonder en met commentaren (zie verder).

### Ongepubliceerde werken
- 'Volumen libris septuaginta distinctum de antiquitatibus et gestis Etruscorum'
- 'Correctione typographica chronicorum'
- 'Dignitate officii Magistri Sacri Palatii'
- 'Chronologia Nova', waarin hij de anachronismen in de geschriften van Eusebius van Caesarea corrigeert.

## Hoofdwerk: Commentaria de antiquitatibus
Op 3 augustus 1498  publiceerde hij een verzameling van teksten  en epigrafen, waarmee hij de ganse wereldgeschiedenis  herschreef vanaf de ark van Noah tot en met de verwoesting van Troje. Hij construeerde daarvoor een complex geheel van pseudo-identiteiten en fictieve commentaren daarop. Er is veel onenigheid geweest over de echtheid van deze geschriften. Zo liet Jean-Baptiste Colbert aan de Nationale Bibliotheek van Parijs een 13e-eeuws manuscript na dat fragmenten zou bevatten van de geschriften van Berosus en Megasthenes. Joseph Justus Scaliger bewees echter de vervalsingen.
Hij verstopte zijn vervalsingen achter verschillende lagen verzinsels, en gebruikte daarvoor historische figuren met een grote reputatie en weinig overgebleven geschriften.Hij beweerde ze in Mantua ontdekt te hebben. In de 1512-editie (Paris:Jodocus Badius en Jean Petit)werd de voorheen ordeloze volgorde in 17 hoofdstukken ingedeeld.

### Stratifiëring van het auteurschap
Onder verschillende 'lagen' van  pseudoniemen en anonimiteit,  bouwde Annius zijn bedrog op:
- Giovanni Nanni, (1432-1502) vertelt na wat ...
  - ... de 'originele' auteur: Broeder Joannes Annius vertelt over ...
    - ... Berosus en Manetho aangebracht door ...
      - ...Broeder Mattheus, voormalig Dominicaner provinciaal van Armenië en zijn medewerker Meester George  via  ....
        - ... vertalingen vanuit het Grieks, Chaldees en het Egyptisch naar het Latijn door anonieme vertalers.

    - Xenophon tot Metastenes als bestaande auteurs van 'teksten' aangebracht door ...
      - Willem van Mantua via ...
        - ... vertalingen vanuit het Grieks naar het Latijn door anonieme vertalers.

    - Osiris, Desiderius, en verscheidene anonieme antieken als bestaande auteurs van 'epigrafen' met als secundaire sponsor Corsettus en andere anonieme ontdekkersvertalingen via ...
      - ...een vertaling door de broeder Joannes Annius